# العكر الفاسي
العكر الفاسي هو المسحوق الأحمر الناعم الذي يُعرف أيضاً بلقب "دم الغزال"، وهو واحد من أهم المكونات الطبيعية التي اكتسبت شهرة كبيرة في مجال العناية بالبشرة والجمال. يعتبر المغرب هو موطنه الأصلي، ومدينة فاس تحديداً، لذا فله تاريخ عريق يرتبط بالاستفادة من فوائده الرائعة للوجه والبشرة بحيت انه منتج طبيعي واستُخدم قديمًا في أفريقيا الشمالية وبخاصة المغرب.
==المكونات
مصنوع ن مسحوق الخشخاش وقشر الرمان المجفف بشكل طبيعي تستخدمه النساء المغربيات هذا المسحوق كمكياج وأيضًا للعناية بالشعر.
==أهداف استخدامه:
- تبييض البشرة
- تنظيف بشرة الوجه والترطيب وتنعيمها
- مكافحة التجاعيد
- مقشر وملطف ومهدئ
- إزالة تشققات القدمين
- إعطاء الشفاه لوناً وردياً طبيعياً[3]

==فوائد العكر الفاسي
تكمن فوائد العكر الفاسي في كونه يساعد في العناية بالبشرة والجسم، إذ يعمل على تنقية وترطيب البشرة، ومكافحة علامات الشيخوخة مثل التجاعيد، كما يساهم في تفتيح البشرة وتقليل البقع الداكنة. بالإضافة إلى ذلك، يعمل على مكافحة حب الشباب وتهدئة البشرة المتهيجة. كما يعزز توازن الزيوت الطبيعية في البشرة ويساعد في تنعيمها؛ ويمنحها لوناً طبيعياً وردياً وملمساً صحياً ناعماً كالحرير وخالياً من الشوائب.
==أضرار العكر الفاسي
- الحساسية والتهيج
- جفاف البشرة
- تغيُّر لون البشرة
- التفاعل مع منتجات أخرى
- دوار وألم في المعدة[5]

==المراجع